# ذكرين
ذكرين بلدة فلسطينية مهجرة في قضاء الخليل. تم احتلال البلدة عام 1948 وتطهيرها عرقيا وإخراج جميع سكانها منها. كما أقيم بالقرب من هذه القرية مستعمره مرج عزلان ومستعمره بيت نير حيث تستخدم أراضي هذه القرية حالياً كمناطق رعي وزراعة من قبل المستوطنين. تبعد البلدة ما يقارب من 25 كم عن مدينة الخليل وقد اشتهرت بكثره آبارها البالغة أكثر من خمسين في العام 1945، بل إن بعض هذه الآبار حفرت في العهد الروماني. وتقوم إسرائيل بسحب هذه المياه لتزويد المستعمرات القريبة. وكانت البلدة إبان النكبة بلدة مزدهرة في الزراعة والتجارة. كما كان فيها مدرسة لتعليم الطلاب القادمين من القرى المجاورة. وكان سكان القرية يتجهون بشكل متكرر للخليل وبيت جبرين لشراء بضاعتهم وعرضها في الأسواق حيث كانو يرحلون باتجاه بلدة الفالوجة في غزة لبيع بضاعتهم وشراء بعض المستلزمات من هناك. وكان في القرية مسجد مقام على تل من تلال القرية حيث كان وقتها أحدث جامع في غرب الخليل كلها. تم بناء المسجد بالحجر الأبيض الحديث وكان هذا الجامع أول ما قصف عند دخول العصابات الصهيونية لأرض الخليل في شهر أكتوبر/تشرين الأول من عام 1948. أما عن أبناء القرية الذين هجروا بلدتهم فقد تفرقوا وانتشروا بشكل رئيسي في عمّان والزرقاء والخليل وفي مناطق مختلفة على وجه الأرض. وقاموا بإنشاء رابطة وجمعية باسم بلدتهم: جمعية ذكرين زهرة البساتين في عمّان حيث يجتمعون فيها ويتدارسون أحوال وأوضاع عائلات وحمولات ذكرين بالإضافة للدواوين الخاصة بكل عائلة.

## تاريخ الاحتلال الصهيوني
22 تشرين أول، 1948

## البعد من مركز المحافظة
25 كم شمال غربي الخليل

## متوسط الارتفاع
200 متر

## العملية العسكرية التي نفذت ضد البلدة
يوعاف وهو اسم العملية التي قامت بها العصابات الصهيونية لاحتلال القرية بعد خروج الجيش المصري، حيث سقط إثر هذه العملية عشرات القتلى والجرحى بين أبناء البلدة وعلى إثرها تم تهجير أبناء البلدة وتشتيت شملهم، وكانت هذه العملية من أوائل العمليات الصهيونية في أرض الخليل، ثم بعد تنفيذها والتوجه جنوبا وشرقا في قضاء الخليل وقعت مذابح الدوايمة بعد فترة وجيزة من سقوط ذكرين «أرض العيد».

## سبب النزوح
نتيجة طرد القوات الصهيونية للسكان.بعد معركة صغيرة سقط على إثرها عدد من الشهداء من أهل القرية حيث كان يوجد في القرية عدد من جنود الجيش المصري الذين توجهوا إلى القرى المحيطة كقرية الدوايمة وقرية بيت جبرين وقرية عجور وغيرها وجزء آخر توجه إلى بلدة الفالوجة إلى خارج محافظة الخليل حيث اشتبك الجيش
المصري هناك اشتباكات خفيفة مع العصابات اليهودية قبل وقوع مذبحة الفالوجة ولكن وبرغم مغادرة الجيش المصري
القرية إلا أن أهالي القرية لم يخرجوا منها إلا بعد أن أقدمت القوات الصهيونية على قصف جامع القرية المبني
على سفح التل المقابل للبلد وبعد ذلك قامت العصابات الصهيونية باقتحام غرب الخليل من منافذ عدة حيث دخلت لقريه تل الصافي وطردت سكانها ثم قرية بركوسيا التي احرقتها وطردت سكانها ثم دخلت قرية زيتا ثم قرية ذكرين ثم قرية رعنا وهكذا تعاقب سقوط قرى وبلدات غرب الخليل في أيدي العصابات الصهيونية إلى أن فقدت محافظة الخليل أكثر من نصف أراضيها عام 1948.

## مدى التدمير
أغلبية البيوت والدكاكين والمزارع والكروم مدمرة وقد تم تدمير مدرسة القرية تدميرا كاملا
بالإضافة إلى نسف جامع القرية الذي كان يعد أجمل جوامع المنطقة وأحدثها.

## التطهير العرقي
لقد تم تطهيرالبلدة عرقياً بالكامل وتهجير أهالي القرية جميعا بعد قتل وأسر بعضهم وما زال مصير البعض مجهول
ولا يعلم أحدما جرى لهم بعد أن أصبحوا من عداد المفقودين.

## ملكية الأرض
الخلفية العرقية ملكية الأرض/دونم فلسطيني 17,186 تسربت للصهاينة 0 مشاع 9 المجموع 15,320

## استخدام الأراضي عام 1945
نوعية المساحة المستخدمة فلسطيني (دونم) مزروعة بالزيتون 560 مزروعة بالحبوب
15,058 مبنية 63 صالح للزراعة 15,058 بور 2,074

## التعداد السكاني
| السنة | نسمة                                        |
| ----- | ------------------------------------------- |
| 1596  | 220                                         |
| 1922  | 693                                         |
| 1931  | 726                                         |
| 1945  | 960                                         |
| 1948  | 1,369                                       |
| 1998  | (تقدير لعدد اللاجئين) 8,406                 |
| 2010  | (تقدير لعدد اللاجئين) ما يزيد عن 24000 نسمة |

جديرٌ بالذكر أن اللاجئين ينتشرون بشكل أساسي في عمّان والزرقاء والبقعة وجرش والخليل.

## عدد البيوت
| السنة | عدد البيوت |
| ----- | ---------- |
| 1931  | 181        |
| 1948  | 341        |

## الحالة التعليمية
البلدة كان فيها مدرسة للذكور وكانت المدرسة نواة لنشر العلم في المنطقة حيث كان
يأتي إليها الطلبة من القرى المجاورة أيضا كقرية رعنا وقرية دير الدبان وقرية كدنا وقرية بركوسيا وقرية زيتا.

## البلدات المحيطة
أراضي قرى رعنا ودير الدبان، وتل الصافي، وكدنا، وبركوسيا، وزيتا، ودير نخاس، وعجور، وبيت جبرين وقرية صميل

## الأماكن الأثرية
تعتبر القرية ذات موقع أثري تحتوي على خربة زكرين وخربة ام الشومر وخربة ام عمود
وبقايا صهاريج ومعاصر عنب وبقايا ما يعتقد أنه بئر روماني قديم جدا بالإضافة إلى وادي بيسية الذي يعتقد أنه المكان الذي عسكر فيه البيزنطيون قبل معركة أجنادين التي انتصر فيها المسلمون.

## نبذة تاريخية وجغرافية
تقع إلى الشمال الغربي من مدينة الخليل وتبعد عنها 25 كم، وترتفع 200 م عن
سطح البحر. تبلغ مساحة أراضيها 17195 دونماً، وتحيط بها أراضي قرى رعنا ودير الدبان، وتل الصافي، وبركوسيا، وكانت القرية تشتهر بطيبة أهلها ومحبتهم وتلاحمهم ولعل أبرز ما يميز أهالي ذكرين منذ القدم احترامهم لآراء
المرأة والأخذ بها حتى انتشرت مقولة (بدك تهني بنتك زوجها ذكريني) وكان معظم أهل القرية يعملون في زراعة الحبوب
والعنب وبعض الخضراوات وقسم بسيط منهم كان يعمل في التجارة حيث كانوا يعرضون منتجاتهم في أسواق بيت جبرين
والفالوجة وكانت القرية قديما تقع على طريق بيت جبرين - الخليل العام وطريق بيت جبرين - الرملة العام وكان
سكان القرية يتنقلون بين القرى المجاورة لتدبير بعض شؤونهم اليومية فيخرجون لشراء الماشية وبيعها في بيت جبرين وتل الصافي وبركوسيا وكانوا يعتمدون على مدينة الخليل عند المرض فيذهبون للعلاج في مستشفى الخليل العام وكان
أهالي القرية يشترون الذهب والصاغة من الفالوجة أو دورا أو الخليل حيث كانوا يرتحلون لتجهيز عرائشهم وقدر
عدد سكانها عام 1922 (693) نسمه، وفي عام 1945 (960) نسمة الذين يرجع أصلهم-على أغلب الأقوال إلى قيس
علان لذا يعرفون بالقيسية-. وتعتبر القرية ذات موقع أثري تحتوي على خربة زكرين وخربة ام الشومر وخربة ام
عمود.

## ذِكرين قبل سنة 1948
كانت القرية تقع في أقصى الامتداد الشرق للسهل الساحلي الجنوبي، عند السفوح الغربية لجبال الخليل. وكانت فيها طريق فرعية، تمر بكدنا، تصلها ببيت جبرين من جهة الجنوب الشرقي. كما كان ثمة طريق فرعية أُخرى تمتد من زكرين، فتمر بقرية عجّور وصولاً إلى طريق عام يمضي في اتجاه الشمال الشرقي من بيت جبرين، ويتقاطع مع طريق القدس-يافا العام.

## ذكرين في العصر الروماني
في أيام الرومان كانت زكرين تسمى كفار ديكرينا (Kerar Dikrina).
وفي سنة 1596، كانت زكرين قرية في ناحية غزة (لواء غزة) الذي كان يضم معظم الأراضي والمدن المحاذية لغزة حتى مشارف القدس، وعدد سكانها 220 نسمة يعتمدون في ذلك الوقت على إنتاج قريتهم ويشترون حاجاتهم من الاسواق القريبة في بيت جبرين وعجور والخليل البلد وأحيانا من الفالوجة القريبة على قريتهم. وكانت تؤدي الضرائب على عدد من الغلال، كالقمح والشعير والسمسم والفاكهة وكروم العنب.

## ذكرين في العصر العثماني
في أواخر القرن التاسع عشر، كانت زكرين قرية مبنية بالحجارة ومحاطة بالحدائق، وتستمد مياهها من عدة آبار تقع في الوادي إلى الشمال منها وتتبع أرض عمالة الخليل هي وجميع القرى المحيطة بها.
كان سكان القرية الحديثة من المسلمين. وكانت منازلهم المبنية بالحجارة والطين والخشب تنتشر على جوانب طريقين تؤدي إحداهما إلى بيت جبرين ثم تصل إلى الخليل، والأخرى إلى دير الدبان.

## ذكرين في عصر الانتداب البريطاني
كانت ذكرين تعيش أيام عصيبة في ظل الانتداب البريطاني بسبب قربها من مقر المستعمرين في بيت جبرين حيث كان يتعرض أهالي القرية إلى مضايقات من الجنود البريطانيون، وكان بعض الضباط يستفزون أبناء القرية، لدفعهم لتقديم الضرائب مضاعفة إليهم كمحاصيل الحبوب ومحاصيل كروم العنب في التلال الغربية للقرية، وأحيانا سرقة الماشية وإجبار صاحبها على طهيها وتقديمها لهم، وكانت القرية تتعرض لحملات تفتيش بين الفينة والأخرى على إثر عمليات المجاهدين ضد القوات البريطانية في جبال الخليل الشامخة غرب القرية، وكما أنه كان لا يكاد يمر شهرا إلا ويسقط فيه عدد من أبناء القرية شهداء في أراضي جبال الخليل العالية ومن أشهرهم الشهيد محمد عبد القادر الخطيب الذي اغتالته القوات البريطانية عندما كان يقوم بتهريب سلاح للثوار في أعالي جبال الخليل، ولم يقدم هذا الانتداب البريطاني طيلة فترة تواجده لأبناء القرية شيئا سوى التفقير والقهر ومصادرة الحقول والمزارع والبساتين، فما كان في القرية وما جاورها أي مركز صحي ولم تكن تصل القرية وحكيمها أي عقاقير لتطعيم مواليد القرية الجدد، ولم يكن في القرية وما جاورها وفي سائر أرض الخليل أي مشاريع للإنارة أو حتى مشاريع بناء آبار أو سدود تحمي القرية من السيول الجارفة في أيام الشتاء الماطرة أو حتى مشاريع حفر قنوات للماء لتوصيلها للسكان، حيث كان أبناء القرية يعتمدون على آبار ضحلة (عمقها 3-21 متراً) تتجمع فيها مياه الأمطار والمياه التي تجري في الوادي؛ فكان سكان القرية يستخدمون مياهها للشرب والري والبناء. وكانت البئر الواقعة في وادي بيسيا المصدر الرئيسي لمياه الشرب وكانت مياهه لا تنقطع صيفا ولا شتاء.

## الوضع الزراعي في القرية
كان سكان زكرين يشتغلون بالزراعة وتربية الحيوانات، وكانوا يزرعون الحبوب والخضروات والزيتون في سفوح القرية ووديانها. حيث في عام1944/1945، كان ما مجموعه 15058 دونماً مخصصاً للحبوب. وكانت الأشجار والشجيرات والأعشاب البرية تنبت في الجزئين الجنوبي والجنوبي الشرقي من أراضي القرية، وتستخدم مرعى للمواشي.

## تاريخ الاحتلال
قامت المنظمات الصهيونية المسلحة بهدم القرية وتشريد اهلها البالغ عددهم عام 48 (1114) نسمه.
وكان ذلك في 23/ 10/ 1948، ويبلغ مجموع اللاجئين من هذه القرية في عام 1998 حوالي (8460)واقاموا على أراضيها
مستعمرة (مرج غزلان).

## القرية اليوم
يحتوي الموقع الذي نمت فيه الأعشاب والشجيرات والنباتات البرية الأخرى، على بعض أشجار الزيتون والخروب. ويتسم
الموقع أيضاً بالمصاطب الحجرية المبتورة التي انتشر نبات الصبار على جزء منها. ويزرع الفلاحون الإسرائيليون
بعض الأراضي المحيطة قمحاً، بينما يستخدمون الباقي مرعى للمواشي.

## المغتصبات الصهيونية على اراضي القرية
لا مستعمرات إسرائيلية على أراضي القرية. أما بيت نير، التي أُنشئت في سنة 1955، فتقع على أراضي كدنا، على بعد 3 كلم تقريباً إلى الجنوب من موقع القرية.

## أماكن تواجد أبناء وأهالي قرية ذكرين
يتواجد العدد الأكبر من أبناء وعشائر ذكرين في مدينتي عمّان والزرقاء والبعض في البقعة، حيث يتواجد فيهما معظم روابط ودواوين عشائر ذكرين، وكما يتواجد في مدينة عمّان جمعية ذكرين (زهرة البساتين)، وكما يتواجد أهالي ذكرين في أرجاء متنوعة في محافظة الخليل حيث ينتشرون في الخليل البلد *المدينة والمركز* وفي العروب وفي الفوار ويتواجد البعض في مختلف قرى الخليل كحلحول وسعير وإذنا وقرى أخرى في محافظة الخليل، وينتشر باقي أبناء القرية في مناطق مختلفة كمدينة إربد وجرش ومدينة الكرك وفي القدس حيث منهم من يحملون الهوية الزرقاء، وفي مخيمات أريحا كالنويعمة وعقبة جبر، وفي بيت لحم وما جاورها كمخيم الدهيشة ومخيم بيت جبرين، بالإضافة لمن يتواجد في لبنان ومصر وسوريا والخليج وأمريكا وأوروبا إما للعلم أوالدراسة أو للعمل أو هجرة، وبطبيعة الحال فإن أرض أبناء ذكرين هي ذكرين نفسها ولا شيء يساويها أو يعدلها مكانة في القلوب فالعودة حتمية بإذن الله لأرض العيد والرغد زهرة البساتين ""«ذكرين»"".